# Магістратське озеро
Магістра́тське о́зеро — прісне озеро на лівобережжі Десни, розташоване в міській смузі Чернігова; гідрологічна пам'ятка природи місцевого значення в Україні.
Площа природоохоронної території 63 га. Статус дано згідно з рішенням Чернігівського облвиконкому від 27.04.1964 року № 236; від 10.06.1972 року № 303; від 27.12.1984 року № 454; від 28.08.1989 року № 165. Перебуває у віданні Чернігівської політехніки.
Статус дано для збереження мальовничого заплавного озера, яке є цінним водорегулятором навколишньої території та місцем нересту риби. Довжина озера бл. 2 км, ширина до 130 м, об'єм — 1953 тис. м, середня глибина — 2,5 м. Магістратське озеро лежить за 200 м від берега Десни і час від часу з'єднане з нею протоками.
В озері водяться карась, окунь, щука, лин, верховодка тощо. Гніздяться водоплавні птахи. Береги засаджені деревами листяних порід (переважно тополя), через опале листя якої озеро поступово замулюється і заболочується.
На південний захід від Магістратського озера розташоване озеро Глушець.

## Галерея

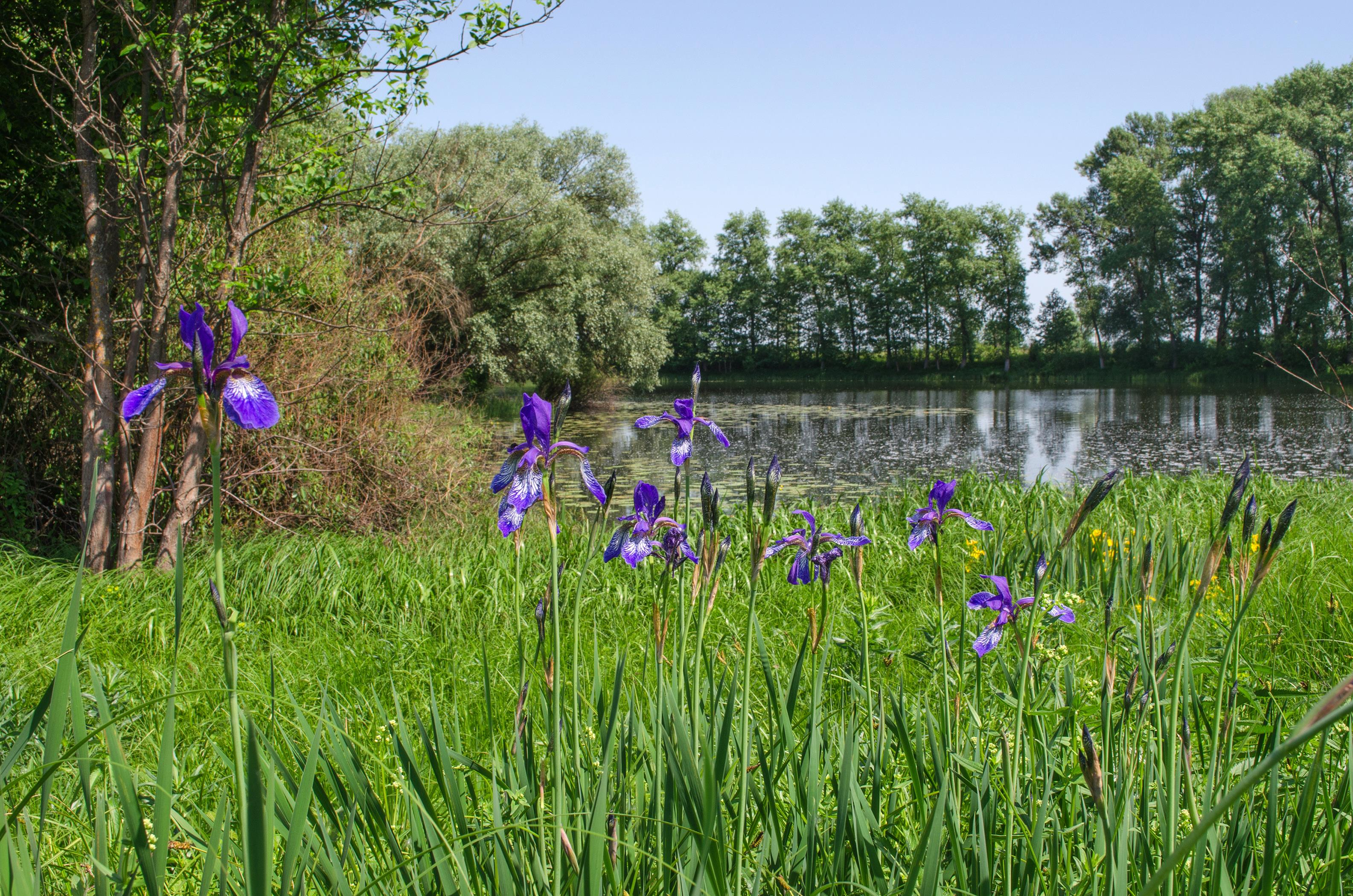
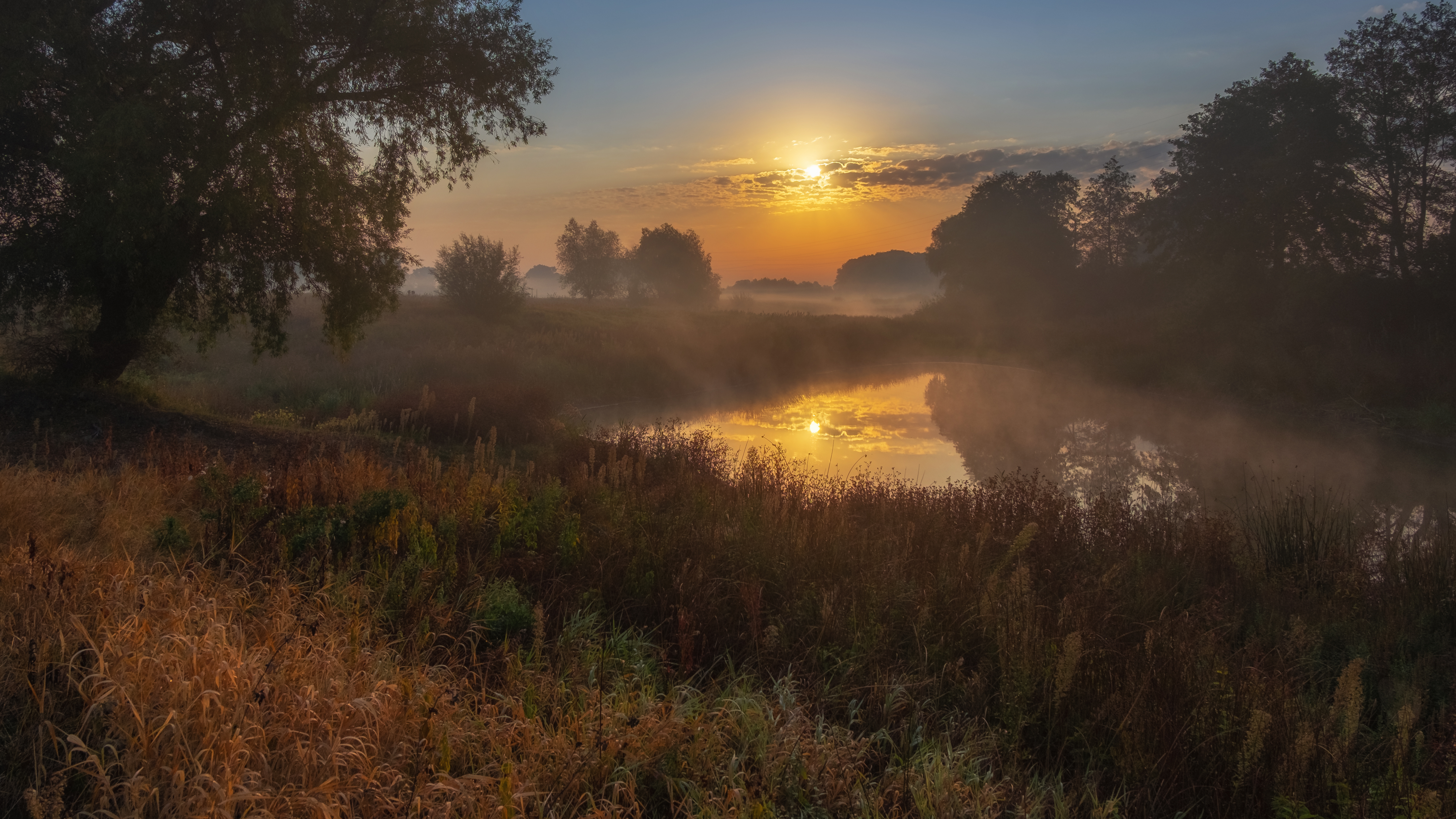
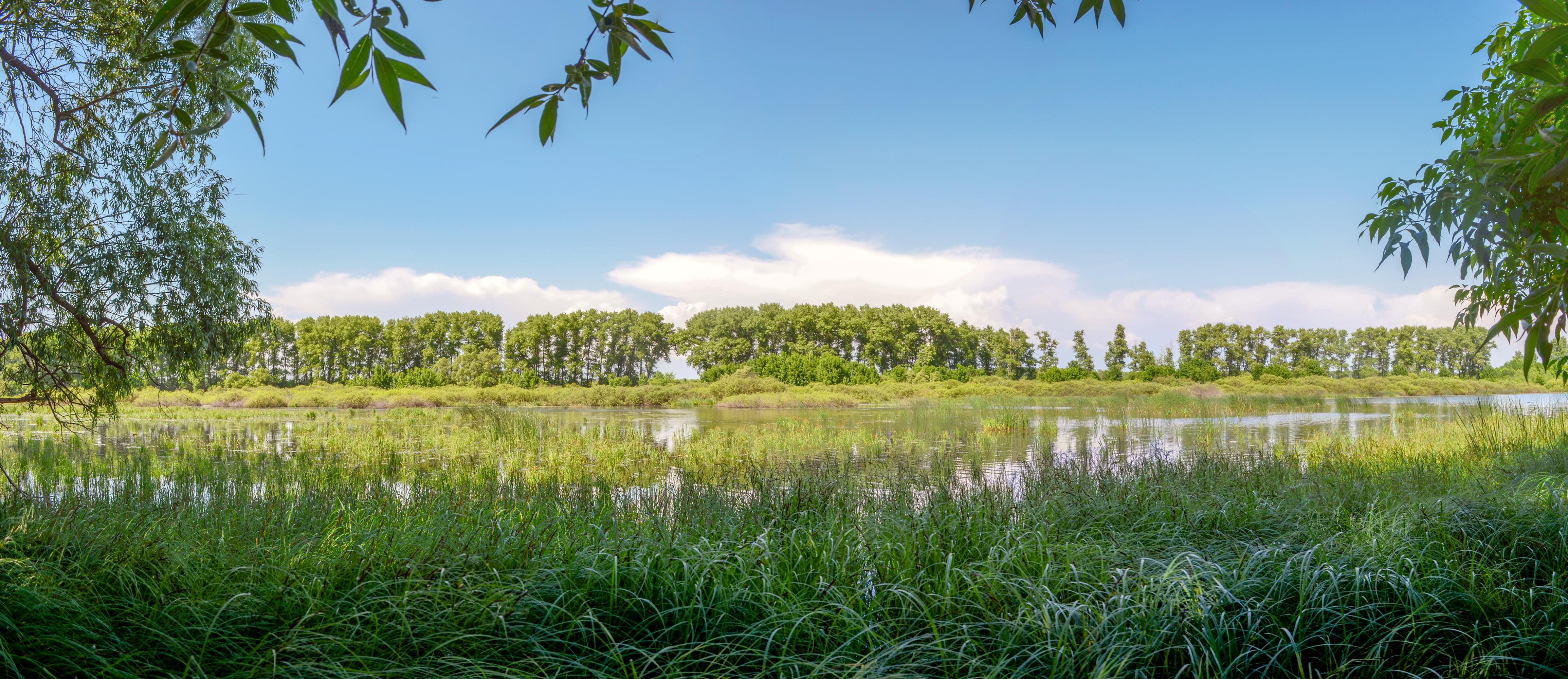